# 1 Samuel 27
1 Samuel 27 es el vigesimoséptimo capítulo del Primer Libro de Samuel en el Antiguo Testamento de la Biblia cristiana  o la primera parte de los Libros de Samuel en la Biblia hebrea. Según la tradición judía, el libro se atribuyó al profeta Samuel, con adiciones de los profetas Gad y Natán, pero muchos eruditos modernos lo ven como una composición de varios textos independientes de diversas épocas, desde el 630-540 a. C. aproximadamente.  Este capítulo contiene el relato de la huida de David de los repetidos intentos de Saúl de matarlo. Esto se encuentra dentro de una sección que comprende desde 1 Samuel 16 hasta 2 Samuel 5, que registra el ascenso de David como rey de Israel.

## Texto
Este capítulo fue escrito originalmente en el idioma hebreo. Está dividido en 12 versículos.

### Testigos textuales
Algunos manuscritos antiguos que contienen el texto de este capítulo en hebreo son de la tradición del Texto Masorético, que incluye el Códice de Jerusalén (895), el Códice de Alepo (siglo X) y el Códice de Leningrado (1008). Se encontraron fragmentos que contienen partes de este capítulo en hebreo entre los Rollos del Mar Muerto, incluido el 4Q51 (4QSama; 100-50 a. C.) con los versículos 3-4, 9-10 y 12 existentes.
Entre los manuscritos antiguos existentes de una traducción al griego koiné conocida como la Septuaginta (originalmente realizada en los últimos siglos a. C.) se encuentran el Códice Vaticano (B; {\displaystyle \ ara{G}}B; siglo IV) y el Códice Alejandrino (A; {\displaystyle \ ara{G}}A; siglo V).

## Lugares
- Gat
- Egipto
- Shur
- Ziklag

## David en Gat (27:1-4)
David decidió cruzar a territorio filisteo para escapar de Saúl (versículo 1), lo que
consiguió de inmediato (versículo 4), y permaneció como vasallo del rey Aquis de Gat durante un año y cuatro meses (versículo 7). Cuando David estuvo por primera vez en Gat, tuvo que fingir locura para escapar (1 Samuel 21:10-15), pero esta vez, con 600 soldados leales y el informe de su enfrentamiento con Saúl, David fue bien recibido como un grupo de mercenarios para los filisteos, una práctica común en el antiguo Cercano Oriente, como se documenta en varias fuentes. 

### Versículo 2
Y se levantó David, y pasó con los seiscientos hombres que estaban con él a Aquis, hijo de Maoc, rey de Gat.
- «Aquis, hijo de Maoc»: la identificación adicional de un padre puede implicar que este rey es diferente del que David conoció en 1 Samuel 21.  Se le considera idéntico a Aquís, hijo de Maaca (1 Reyes 2:39).[21]

## David en Siclag (27:5-12)
Durante un breve periodo, él y su ejército vivieron «en la ciudad real» con Aquis (que está en Gat), pero por petición propia, más tarde se estableció en Siclag, que presumiblemente le fue entregada por Aquis a cambio de servicio militar y desde entonces pasó a ser propiedad de la corona de los reyes de Judea. Desde Siclag, David atacó a los enemigos de Israel, los gesuritas, los girzitas y los amalecitas, pero dando la impresión a Aquis de que estaba atacando a enemigos de los filisteos. Al conquistar a estos posibles enemigos y recoger el botín, David en realidad estaba haciendo preparativos para su reinado.

### Versículo 6
Aquel día, Aquis le dio a David Siquelag. Por lo tanto, Siquelag ha pertenecido a los reyes de Judá hasta el día de hoy.
- «Ziklag»: asignada a las tribus de Simeón y Judá en Josué 15:31; 19:5, pero se desconoce su ubicación, algunos la identifican con Tell el-Khuweilfeh, al norte de Beerseba, otros con Tell esh-Sheri 'ah, al sureste de Gaza.[16][23]

### Comentarios sobre Samuel
- Auld, Graeme (2003). «1 & 2 Samuel».  En James D. G. Dunn and John William Rogerson, ed. Eerdmans Commentary on the Bible. Eerdmans. ISBN 9780802837110.
- Bergen, David T. (1996). 1, 2 Samuel. B&H Publishing Group. ISBN 9780805401073.
- Gordon, Robert P. (1999). I & II Samuel, A Commentary. Zondervan. ISBN 978-0310230229.
- Hertzberg, Hans Wilhelm (1964). I & II Samuel, A Commentary (trans. from German 2nd edition 1960 edición). Westminster John Knox Press. p. 19. ISBN 978-0664223182.
- Tsumura, David Toshio (2007). The First Book of Samuel. Eerdmans. ISBN 9780802823595.

### General
- Breytenbach, Andries (2000). «Who Is Behind The Samuel Narrative?».  En Johannes Cornelis de Moor and H.F. Van Rooy, ed. Past, Present, Future: the Deuteronomistic History and the Prophets. Brill. ISBN 9789004118713.
- Coogan, Michael David (2007).  Coogan, Michael David; Brettler, Marc Zvi; Newsom, Carol Ann et al., eds. The New Oxford Annotated Bible with the Apocryphal/Deuterocanonical Books: New Revised Standard Version, Issue 48 (Augmented 3rd edición). Oxford University Press. ISBN 978-0195288810.
- Fitzmyer, Joseph A. (2008). A Guide to the Dead Sea Scrolls and Related Literature. Grand Rapids, MI: William B. Eerdmans Publishing Company. ISBN 9780802862419.
- Halley, Henry H. (1965). Halley's Bible Handbook: an abbreviated Bible commentary (24th (revised) edición). Zondervan Publishing House. ISBN 0-310-25720-4. (requiere registro).
- Hayes, Christine (2015). Introduction to the Bible. Yale University Press. ISBN 978-0300188271.
- Jones, Gwilym H. (2007). «12. 1 and 2 Samuel».  En Barton, John; Muddiman, John, eds. The Oxford Bible Commentary (first (paperback) edición). Oxford University Press. pp. 196-232. ISBN 978-0199277186. Consultado el 6 de febrero de 2019.
- Klein, R.W. (2003). «Samuel, books of».  En Bromiley, Geoffrey W, ed. The International Standard Bible Encyclopedia. Eerdmans. ISBN 9780802837844.
- Knight, Douglas A (1995). «Chapter 4 Deuteronomy and the Deuteronomists».  En James Luther Mays, David L. Petersen and Kent Harold Richards, ed. Old Testament Interpretation. T&T Clark. p. 62. ISBN 9780567292896.
- Ulrich, Eugene, ed. (2010). The Biblical Qumran Scrolls: Transcriptions and Textual Variants. Brill.
- Würthwein, Ernst (1995). The Text of the Old Testament. Grand Rapids, MI: Wm. B. Eerdmans. ISBN 0-8028-0788-7. Consultado el 26 de enero de 2019.

- Datos: Q12470184